# Ashley Bryant
Ashley Bryant (Londra, 17 maggio 1991) è un multiplista britannico.

## Biografia
Ha debuttato internazionalmente nel 2009 nel decathlon proseguendo la propria carriera nelle maggiori competizioni mondiali. Nel 2014 a Glasgow ha vinto la medaglia d'argento per l'Inghilterra ai Giochi del Commonwealth.
Nel 2017 è stato designato capitano della spedizione britannica agli Europei indoor, dove ha concluso in nona posizione. Nel medesimo anno ha preso parte al suo primo Mondiale, finendo undicesimo le gare.

## Palmarès
| Anno                                  | Manifestazione          | Sede      | Evento    | Risultato | Prestazione | Note                          |
| ------------------------------------- | ----------------------- | --------- | --------- | --------- | ----------- | ----------------------------- |
| In rappresentanza della Gran Bretagna |                         |           |           |           |             |                               |
| 2009                                  | Europei U20             | Novi Sad  | Decathlon | 10º       | 7193 p.     |                               |
| 2010                                  | Mondiali U20            | Moncton   | Decathlon | 16º       | 6975 p.     |                               |
| 2011                                  | Universiadi             | Shenzen   | Decathlon | 5º        | 7789 p.     |                               |
| 2012                                  | Europei                 | Helsinki  | Decathlon | 12º       | 7668 p.     |                               |
| 2013                                  | Europei U23             | Tampere   | Decathlon | 4º        | 8070 p.     | Miglior prestazione personale |
| 2013                                  | Mondiali                | Mosca     | Decathlon | dns       | dns         |                               |
| 2014                                  | Europei                 | Zurigo    | Decathlon | dns       | dns         |                               |
| 2016                                  | Europei                 | Amsterdam | Decathlon | 5º        | 8040 p.     |                               |
| 2017                                  | Europei indoor          | Belgrado  | Eptathlon | 9º        | 5945 p.     |                               |
| 2017                                  | Mondiali                | Londra    | Decathlon | 11º       | 8049 p.     |                               |
| In rappresentanza dell' Inghilterra   |                         |           |           |           |             |                               |
| 2014                                  | Giochi del Commonwealth | Glasgow   | Decathlon | Argento   | 8109 p.     |                               |